# Hemitaeniochromis urotaenia
Hemitaeniochromis urotaenia (Syn.: Haplochromis urotaenia) ist ein im ostafrikanischen Malawisee endemisch lebender Buntbarsch.

## Merkmale
Die Fischart kann eine Gesamtlänge von 22 cm erreichen. Sie hat einen langgestreckten, seitlich etwas abgeflachten Körper und ist von grünlichgrauer (Männchen) oder silbriggrauer (Weibchen) Grundfarbe. Die vorderen Schuppenränder sind orange. Ein schwarzer, besonders auf der vorderen Körperhälfte unterbrochener Streifen erstreckt sich vom Schwanzstiel bis zum Hinterrand des Kiemendeckels. Zwei weitere Streifen, direkt unterhalb der Rückenflosse sind zu Punktreihen reduziert. Die Flossen sind transparent und grau. Der untere Teil der Schwanzflosse ist russig. Der Unterkiefer ist länger als der Oberkiefer und steht vor. Bei den Männchen sind Rücken- und Afterflosse ausgezogen, bei den Weibchen sind sie abgerundet.
Von der zweiten Art der Gattung Hemitaeniochromis, H. brachyrhynchus unterscheidet sich H. urotaenia vor allem durch sein breiteres Tränenbein, das fast genau so breit wie die Länge der Orbita ist, während der Knochen bei H. brachyrhynchus nur ein Drittel der Länge der Orbita hat. Auch die Schnauze ist länger als die Orbita lang ist (kürzer bei H. brachyrhynchus), die Augen sind kleiner. Der Durchmesser der Orbita liegt bei 22 bis 28 % der Kopflänge (im Vergleich zu 36 bis 38 % bei H. brachyrhynchus). Der Unterkiefer ist länger (45 bis 51 % der Kopflänge (im Vergleich zu 39 bis 41 % bei H. brachyrhynchus)).
Hemitaeniochromis urotaenia lebt und jagt paarweise oder in kleinen Gruppen über Sandböden. Wie alle haplochrominen Buntbarsche ist die Art ein ovophiler Maulbrüter, bei dem das Weibchen die Brutpflege übernimmt.